# George Town (Bahamas)
George Town (Great Exuma) ist die Hauptstadt der Exumas und liegt auf der Great Exuma Island in den Bahamas 
mit ungefähr 2500 Einwohnern.

## Lage
Die Exumas sind eine Kette von Inseln, die sich etwa 100 Meilen lang erstrecken und Teil eines Inselstaates im Atlantik und Teil der Westindischen Inseln sind. Sie liegen südöstlich der Vereinigten Staaten sowie nordöstlich von Kuba und werden geographisch zu Mittelamerika gezählt. Der Wendekreis des Krebses läuft direkt durch George Town.

## Transport
Es gibt mit dem Exuma International Airport einen Flughafen, der Flüge nach Nassau, Miami, Atlanta und Toronto anbietet und rund 15 km nördlich der Stadt liegt. Exuma International Airport (George Town GGT) hat weiterhin eingehende Flüge von Chartergesellschaften und Privatflugzeugen. Die Ortschaft Staniel Cay besitzt zudem einen kleinen Flugplatz. Weiterhin besteht ein Seehafen für Yachten. Durch die vorgelagerte Insel Stocking Island war der Hafen immer sehr geschützt. Von der Brücke nach Little Exuma bis zu diesem Ort sind es 24 Straßenkilometer. Er besteht heute überwiegend aus einer Straße, die als Einbahnstraße um den Lake Victoria herumführt. Der See ist durch einen 50 m langen Kanal mit dem Meer verbunden.

## Geschichte
George Town wurde 1793 gegründet und nach König George III. von England benannt. Während der Kolonialzeit wurden englische Kriegsschiffe im See aufgerüstet, während des Zweiten Weltkrieges gab es dort eine kleine amerikanische Marinebasis. Die anglikanische Kirche St. Andrew’s wurde 1885 erbaut.

## Tourismus
Das Hotel Peace & Plenty war zuerst ein Lagerhaus für Naturschwämme. Anfang des letzten Jahrhunderts wurde dort noch der Sklavenmarkt abgehalten. Die Bar diente damals als Küche. Erst 1958 erfolgte der Umbau zum Hotel. Etwa 4,5 km westlich von George Town liegt die Siedlung Hooper’s Bay an der gleichnamigen Bucht. Die Flamingo Bay, 3 km südlich von George Town, ist ein auch bei Anglern beliebter Badestrand.